# Turbina longiflora
Turbina longiflora är en vindeväxtart som beskrevs av Bernard Verdcourt. Turbina longiflora ingår i släktet Turbina och familjen vindeväxter. Inga underarter finns listade i Catalogue of Life.